# ヘーチマン・サハイダーチヌイ (フリゲート)
U130 ヘーチマン・サハイダーチヌイ(ウクライナ語:U130 Гетьман Сагайдачнийヘーチマン・サハイダーチヌイ)は、ウクライナ海軍のフリゲート(фрегат)である。ウクライナでは護衛艦(ескортний корабель)とも呼ばれる。ウクライナ海軍の旗艦だった。
艦名は、17世紀のコサック指導者ペトロー・コナシェーヴィチ・サハイダーチヌイに因む。ロシア語名ではゲートマン・サガイダーチヌイ(ロシア語:Гетман Сагайдачныйギェートマン・サガイダーチヌイ)と呼ばれる。

## 概要

### 建造
ヘーチマン・サハイダーチヌイは、11351号計画「ネレーイ」型国境警備艦の9番艦として計画された。開発はソ連時代に開始され、当初の艦種は国境警備艦(Пограничный сторожевой корабль)、艦名はラーツィス(Лацисラーツィス)であった。これは、リヴォニア出身のChK・GPU・NKVDの活動家マルティン・ラーツィスに因んだ名称である。
ラーツィスの建造は、他の8隻の同型艦と同じくウクライナ・ソヴィエト社会主義共和国のケルチにあったB・Ye・ブートマ記念ザリーフ造船所第532海軍工廠カムイーシュ・ブルーン造船所で行われた。造船所第208工場で建造されたことから、発注番号は「208」とされた。1991年7月9日には、ソ連国家保安委員会(KGB)の国境軍海上部に編入された。
艦は、起工とともにキーロフ(Кировキーラフ)と改称された。これはセルゲイ・キーロフに因んだ艦名で、代々ソ連の海軍艦艇に受け継がれてきた名称であった。なお、同時代のミサイル巡洋艦にも同名の艦があるが、海軍と国境警備庁で所属が異なるため、この重複は特に問題にはならなかった。

### 就役
1991年8月24日にウクライナが独立すると、建造中であったキーロフは同型艦クラースヌイ・ヴィーンペルとともにウクライナ海軍へ譲渡されることとなった。所有権の移譲は翌1992年6月に行われ、フリゲートへ艦種変えされるとともに艦名をU130に改めた。1992年9月30日には完成後に乗り込む乗員が組織され、10月にケルチに到着して12月29日には艦に乗り込んだ。公試は年の明けた3月6日から行われ、4月18日に無事終了した。その間、1993年4月2日には正式に竣工となり、改めてU130 ヘーチマン・サハイダーチヌイと命名された。
艦名の由来となったペトロー・コナシェーヴィチ・サハイダーチヌイは、ウクライナ・コサック始まって以来最初の「偉大なヘーチマン」と目される歴史上の偉人で、ウクライナ文化の振興と政治的発展を齎した人物であり、オスマン帝国に対する海上軍事行動にも活躍した。ヘーチマン在職期間は、1614年から死去する1622年までであった。なお、ウクライナ国時代に艦名に同じ由来を持つ巡洋艦ヘーチマン・ペトロー・コナシェーヴィチ＝サハイダーチュヌィイが建造されているが、これとの継承関係は公式には言及されておらず、不明である。
1993年7月4日には、艦上にウクライナの軍艦旗を掲げた。7月9日には、母港となるセヴァストーポリに到着した。一方、ソビエト連邦の崩壊後の経済混乱の煽りを受け、姉妹艦のU131 ヘーチマン・ヴィシュネヴェーツィクィイ(クラースヌイ・ヴィーンペルより改称)は建造延期となった。

### 艤装
ヘーチマン・サハイダーチヌイは、万能フリゲートとして平均的な武装を有している。対空および対水上兵装としては、ZIF-122「オサーM」短射程艦対空ミサイル・コンプレックスや100 mm単装両用砲AK-100、30 mm6砲身機関砲AK-630M(近接防禦火器システム)を搭載した。また、対潜水艦兵装として、対潜ロケット弾発射機RBU-6000「スメールチ2」と4連装魚雷発射管UTA-53-1135を装備した。これに加え、後甲板にはKa-27などのヘリコプターを搭載するための飛行甲板と格納庫が備えられているが、活動地域が黒海やアゾフ海などに限られるため、ヘリコプターを搭載することは多くない。なお、国境軍向けに開発された当初設計では搭載ヘリコプターは捜索・救難型のKa-27PSが想定されていたが、ウクライナ海軍への編入後、原則として対潜型のKa-27PLがリストアップされるようになった。ただし、実際にはその任務上Ka-27PSの方が搭載されることが多かった。
ヘーチマン・サハイダーチヌイはガスタービン動力のエンジンを有し、これにより30 kn以上の速力と、速力14 knにおける4000 浬の航続力とを獲得している。また、外部からの補給なしに30日間行動を続けることが可能であるとされている。
電子装備は、建艦当時の最新のものが採用された。水上捜索レーダーには3次元レーダーのMR-760「フレハートMA」、対空捜索レーダーにはMR-212/201「ヴァイハーチU」、「ナイヤーダ」、火器管制レーダーとして対空火器管制用のMPZ-301「バーザ」、主砲管制用のMR-114「バールス」、近接防禦火器システム用のMR-123「ヴィーンペル」が搭載された。電子戦装備としては、MP-401S「スタールトS」やPK-16が搭載された。水中音響探知システムとしては、MHK-335S「プラーチナS」と可変追跡装置MHK-345「ブローンザ」、水中通信システムMH-26およびMHS-407Kが搭載された。

### 運用
艦は、当初は「201」の艦番号を艦首に表記していた。1994年7月以降、この表記は「U130」に改められた。1996年、姉妹艦ヘーチマン・ヴィシュネヴェーツィクイは正式に建造中止となった。
ヘーチマン・サハイダーチヌイの最初の海外行きとなったのは、1994年のフランス来訪であった。ノルマンディー上陸作戦50周年の祝典に参加したヘーチマン・サハイダーチヌイは、トゥーロン、ルーアン、ル・アーヴルを訪れた。その後も、サウジアラビア、ブルガリア、イタリア、アメリカ合衆国、グルジア、トルコ、ルーマニアなどを歴訪し、ウクライナ海軍の顔としての役割を担った。ルーマニア海軍やロシア海軍とは、共同軍事演習も行っている。
ウクライナ海軍は11351型の他に3 隻のフリゲートを保有したが、いずれも作戦可能状態に入ることはなかった。従って、終始ヘーチマン・サハイダーチヌイは稼動状態にある唯一のフリゲートであり、「海軍国」を自認するウクライナの象徴として就役以来活発な動きを見せた。2005年8月1日の海軍記念日には、ヴィクトル・ユシチェンコ大統領の視察を受けている。
海軍の重要な顔であるという事情から、ヘーチマン・サハイダーチヌイは比較的優遇された扱いを受けている。予算不足の中にありながらしばしば修繕作業を受けており、数年に1度はメンテナンスのためドック入りしている。2005年には他のフリゲートは退役させられたが、一方のヘーチマン・サハイダーチヌイに対してはメンテナンスのための予算が実行され、修繕作業を受けている。近年では、2006年11月15日にはムイコラーイウにある61コムナール記念造船工場に曳航され、12月18日よりオーバーホールに入った。作業は予定通り1年で完了し、2007年11月16日付けでヘーチマン・サハイダーチヌイはセヴァストーポリに帰港した。このオーバーホールには、1500万フルィーヴニャが当てられた。
なお、独立以来ウクライナ海軍の他のフリゲートはすべて稼動状態になかったことから、ヘーチマン・サハイダーチヌイがドック入りする度に同海軍には行動可能なフリゲートが1 隻もない状態が現れていた。特に、他艦の退役した2005年以降は保有するフリゲートがヘーチマン・サハイダーチヌイのみとなっており、また、2007年初には長らく建造中であったミサイル巡洋艦ウクライーナの就航の見送りと売却が決定されたため、ヘーチマン・サハイダーチヌイの復帰まで同海軍には稼動する大型戦闘艦艇が存在しない状態となっていた。しかし、ウクライナでは日常的な海上警備任務に必要な中・小型のコルベットやその他哨戒艦艇・巡視船艇を複数保有しており、こうした大型戦闘艦の不在によって重大な支障を来たす態勢ではなかった。ヘーチマン・サハイダーチヌイの復帰後は、代わってコルベットがオーバーホールに入っている。

2022年3月4日、ムィコラーイウで修理中だったところをロシア軍によるウクライナ侵攻が発生した為、2月24日時点で自沈したとウクライナ国防省は発表した。なお将来的に引き上げた後、復元する予定。

### 展望
2007年現在、ウクライナ海軍の主要戦力となっているのは大型フリゲートのヘーチマン・サハイダーチヌイ、中型コルベットのルーツィクおよびテルノーピリである。これを中小のコルベットやミサイル艇、哨戒艦艇が補う形となっている。この内、本格的な外洋航行能力を持ち、ヘリコプターの運用能力があるのはヘーチマン・サハイダーチヌイのみである。
そのため、今後ウクライナではヘリコプターを搭載できる戦闘艦艇の不足が見込まれている。これは、現在キエフのレーニンスィカ・クーズニャ工場で製造している小規模の1124M号計画「アリバトロース」型コルベットでは、設計を修正してもヘリコプターの搭載スペースが設けられないためである。
そのため、ウクライナでは新たに「ハイドゥーク21」と呼ばれるヘリコプター搭載大型コルベットの建造を計画しており、海軍の近代化計画の目途である2015年には就役させる予定である。これは、ウクライナでは58150号計画「ヒュルザー」型河川砲艇に続く2番目のステルス艦で、本格的な艦艇としてはウクライナ初となる。「ハイドゥーク21」は1124M型の後継艦であるが、その就役する頃にはヘーチマン・サハイダーチヌイも就役20年を越えており、老朽化が見込まれることから「ハイドゥーク21」がその後継艦となることは視野に入れられている。「ハイドゥーク21」が「コルベットとフリゲートを統合する艦」として位置づけられているのも、こうした背景がある。
ウクライナでは、2000年に前後し、ヘーチマン・サハイダーチヌイを除く全フリゲートを退役させ、巡洋艦や潜水艦の就役も諦める一方、2006年以降も新造コルベットのテルノーピリやオーバーホールを施したプルイドニプローヴィヤを就役させるなど、中・小型の哨戒艦艇の整備に力を入れている。こうした中建造される「ハイドゥーク21」は比較的大型のもので、特にそのヘリコプター関連空間は、西側製ヘリコプターを搭載できるようカモフ専用のヘーチマン・サハイダーチヌイのものよりも大きなものである。これは、ウクライナの軍事装備の脱ロシア化推進と共に西側製の機材を運用するマレーシアなどへの輸出を視野に入れた処置である。
いずれにせよ、ウクライナの象徴となることが期待された巡洋艦ウクライィーナが未完に終わり、そしてクリミア危機でもセヴァストポリが制圧時点では幸運にも地中海に居たため難を逃れ、2015年6月に海軍再建に向けてオデッサ沖にてアメリカ海軍駆逐艦ロスとの共同演習を行い、今後ともしばらくはヘーチマン・サハイダーチヌイがウクライナ海軍の「顔」としての役割を担っていくことになった。
なお、ヘーチマン・サハイダーチヌイはしばしばウクライナ海軍の「旗艦」であると紹介されるが、これはシンボルとしての役割であり、運用上の正式な旗艦はクリミア危機にてロシアに接収されたU510 スラヴーティチ（en:Ukrainian command ship Slavutych）である。